# Lepidochrysops gydoae
Lepidochrysops gydoae is een vlinder uit de familie van de Lycaenidae. De wetenschappelijke naam van de soort is voor het eerst geldig gepubliceerd in 1986 door Dickson.